# Tetrosomus concatenatus
Tetrosomus concatenatus is een straalvinnige vis uit de familie van de koffervissen (Ostraciidae). De wetenschappelijke naam van de soort is, als Ostracion concatenatus, voor het eerst geldig gepubliceerd in 1785 door Marcus Elieser Bloch.

## Type
- holotype: ZMB 6805

## Synoniemen
- Lactophrys tritropis Snyder, 1911

## Verspreiding
De soort komt voor in het Indopacifisch gebied, van de oostkust van Afrika, de Seychellen en Mauritius, oostelijk tot de Filipijnen, noordelijk tot aan Japan, zuidelijk tot Lord Howe-eiland en Nieuw-Caledonië.